# دانشنامه فرهنگ و تمدن استان سیستان و بلوچستان
دانشنامه فرهنگ و تمدن استان سیستان و بلوچستان یک مجموعه کتاب هفت جلدی است که در قالب یک پروژهٔ گروهی به بررسی تاریخ، تمدن، فرهنگ و هنر استان سیستان و بلوچستان می‌پردازد و شمایی کلی از تاریخ و فرهنگ این حوزهٔ تمدنی ارائه می‌دهد. گروه پژوهشگران به دو تیم سیستان و بلوچستان تقسیم شده و و هریک حوزهٔ فرهنگی خود را مورد بررسی قرار داده‌اند.
نگارش این مجموعه از سال ۹۰ آغاز شد و نخستین مجلد آن در سال ۹۱ منتشر شد. هر مجلد از این دانشنامه را یکی از پژوهشگران و صاحب‌نظران در زمینهٔ مورد بحث نوشته‌است. مسئول و حامی مالی اصلی این پروژه حوزه هنری سازمان تبلیغات اسلامی استان سیستان و بلوچستان است و انتشار مجلدات آن در دو شهر مشهد و تهران انجام شده‌است. تمامی مجلدات این مجموعه به زبان فارسی منتشر شده‌اند.

## فهرست مجلدات
| شماره مجلد | عنوان مدخل                                              | پدیدآورنده                  | مکان چاپ | انتشارات    | سال انتشار |
| ---------- | ------------------------------------------------------- | --------------------------- | -------- | ----------- | ---------- |
| ۱          | آیین‌ها و باورهای مردم سیستان                            | مزار گلستانه                | تهران    | آبنوس       | ۱۳۹۱       |
| ۲          | آئین‌ها، باورها و فرهنگ مردم بلوچستان                    | موسی محمودزهی               | تهران    | آبنوس       | ۱۳۹۱       |
| ۳          | هنر مردم سیستان                                         | مزار گلستانه                | تهران    | آبنوس       | ۱۳۹۱       |
| ۴          | مشاهیر سیستان                                           | جواد اویسی                  | تهران    | آبنوس       | ۱۳۹۱       |
| ۵          | تاریخ فرهنگ سیستان                                      | قاسم سیاسر و محمدتقی رخشانی | تهران    | آبنوس       | ۱۳۹۱       |
| ۶          | هنر بلوچستان (با تأکید بر دیدگاه تاریخی)                | موسی محمودزهی               | مشهد     | پیام اندیشه | ۱۳۹۲       |
| ۷          | نامداران بلوچستان (با تأکید بر نامداران بلوچستان ایران) | موسی محمودزهی               | مشهد     | راهیان سبز  | ۱۳۹۲       |